# Elezioni comunali in Toscana del 2007
Le elezioni comunali in Toscana del 2007 si tennero il 27 e 28 maggio, con ballottaggio il 10 e 11 giugno.

## Lucca

### Camaiore
| Candidati                               | Candidati                   | Voti                        | %     | Liste                              | Voti   | %     | Seggi |
| --------------------------------------- | --------------------------- | --------------------------- | ----- | ---------------------------------- | ------ | ----- | ----- |
|                                         | Giampaolo Bertola           | 10.703                      | 57,61 | Forza Italia                       | 5.040  | 31,13 | 10    |
| Alleanza Nazionale                      | Giampaolo Bertola           | 10.703                      | 57,61 | 2.006                              | 12,39  | 4     |       |
| Unione di Centro                        | Giampaolo Bertola           | 10.703                      | 57,61 | 1.785                              | 11,03  | 3     |       |
| Partito Socialista Democratico Italiano | Giampaolo Bertola           | 10.703                      | 57,61 | 645                                | 3,98   | 1     |       |
| Lega Nord                               | Giampaolo Bertola           | 10.703                      | 57,61 | 68                                 | 0,42   | -     |       |
|                                         | Cristiano Ceragioli         | 6.740                       | 36,28 | L'Ulivo                            | 3.366  | 20,79 | 7     |
| Rifondazione Comunista                  | Cristiano Ceragioli         | 6.740                       | 36,28 | 1.313                              | 8,11   | 2     |       |
| Comunisti Italiani                      | Cristiano Ceragioli         | 6.740                       | 36,28 | 483                                | 2,98   | 1     |       |
| Vivere il Comune                        | Cristiano Ceragioli         | 6.740                       | 36,28 | 225                                | 1,39   | -     |       |
| Federazione dei Verdi                   | Cristiano Ceragioli         | 6.740                       | 36,28 | 222                                | 1,37   | -     |       |
| Seggio al candidato sindaco             | Seggio al candidato sindaco | Seggio al candidato sindaco | 36,28 | 1                                  |        |       |       |
|                                         | Claudio Larini              | 789                         | 4,25  | Cittadini al Governo               | 705    | 4,35  | 1     |
|                                         | Ferdinando Fenili           | 345                         | 1,86  | Insieme per Camaiore Città Plurale | 332    | 2,05  | -     |
| Totale                                  | Totale                      | 18.577                      | 100   |                                    | 16.190 | 100   | 30    |

### Lucca
| Candidati                                               | Candidati                                  | Voti                        | %     | Liste                               | Voti   | %     | Seggi |
| ------------------------------------------------------- | ------------------------------------------ | --------------------------- | ----- | ----------------------------------- | ------ | ----- | ----- |
|                                                         | Mauro Favilla Accede al ballottaggio       | 23.405                      | 48,04 | Forza Italia                        | 7.530  | 16,83 | 9     |
| Alleanza Nazionale                                      | Mauro Favilla Accede al ballottaggio       | 23.405                      | 48,04 | 5.631                               | 12,59  | 6     |       |
| Governare Lucca                                         | Mauro Favilla Accede al ballottaggio       | 23.405                      | 48,04 | 4.317                               | 9,65   | 5     |       |
| Unione dei Democratici Cristiani e di Centro            | Mauro Favilla Accede al ballottaggio       | 23.405                      | 48,04 | 3.708                               | 8,29   | 4     |       |
| Lega Nord                                               | Mauro Favilla Accede al ballottaggio       | 23.405                      | 48,04 | 175                                 | 0,39   | -     |       |
| Movimento per l'Autonomia                               | Mauro Favilla Accede al ballottaggio       | 23.405                      | 48,04 | 135                                 | 0,30   | -     |       |
| Famiglie Lavoratori Imprese                             | Mauro Favilla Accede al ballottaggio       | 23.405                      | 48,04 | 131                                 | 0,29   | -     |       |
| Stella e Corona - Toscana Granducale                    | Mauro Favilla Accede al ballottaggio       | 23.405                      | 48,04 | 80                                  | 0,18   | -     |       |
| Movimento Autonomista Toscano                           | Mauro Favilla Accede al ballottaggio       | 23.405                      | 48,04 | 73                                  | 0,16   | -     |       |
| Italia Moderata                                         | Mauro Favilla Accede al ballottaggio       | 23.405                      | 48,04 | 48                                  | 0,11   | -     |       |
| Democrazia Cristiana per le Autonomie - Nuovo PSI - PLI | Mauro Favilla Accede al ballottaggio       | 23.405                      | 48,04 | 39                                  | 0,09   | -     |       |
|                                                         | Andrea Tagliasacchi Accede al ballottaggio | 20.845                      | 42,78 | L'Ulivo                             | 12.738 | 28,47 | 11    |
| Il Centro con Tagliasacchi Sindaco                      | Andrea Tagliasacchi Accede al ballottaggio | 20.845                      | 42,78 | 2.105                               | 4,70   | 1     |       |
| Partito della Rifondazione Comunista                    | Andrea Tagliasacchi Accede al ballottaggio | 20.845                      | 42,78 | 1.242                               | 2,78   | 1     |       |
| Italia dei Valori                                       | Andrea Tagliasacchi Accede al ballottaggio | 20.845                      | 42,78 | 823                                 | 1,84   | -     |       |
| Partito dei Comunisti Italiani                          | Andrea Tagliasacchi Accede al ballottaggio | 20.845                      | 42,78 | 768                                 | 1,72   | -     |       |
| Federazione dei Verdi                                   | Andrea Tagliasacchi Accede al ballottaggio | 20.845                      | 42,78 | 453                                 | 1,01   | -     |       |
| Riformisti - Unità Socialista                           | Andrea Tagliasacchi Accede al ballottaggio | 20.845                      | 42,78 | 303                                 | 0,68   | -     |       |
| Movimento Autonomo Pensionati                           | Andrea Tagliasacchi Accede al ballottaggio | 20.845                      | 42,78 | 95                                  | 0,21   | -     |       |
| Seggio al candidato sindaco                             | Seggio al candidato sindaco                | Seggio al candidato sindaco | 42,78 | 1                                   |        |       |       |
|                                                         | Marco Brancoli Pantera                     | 1.879                       | 3,86  | Liberi e Responsabili - Lista Fazzi | 1.879  | 4,20  | 1     |
|                                                         | Giovanni Pierami                           | 1.415                       | 2,90  | Per Lucca e i Suoi Paesi            | 1.474  | 3,29  | 1     |
|                                                         | Andrea Colombini                           | 566                         | 1,16  | E Ancora Lucca                      | 451    | 1,01  | -     |
|                                                         | Pier Giorgio Licheri                       | 336                         | 0,69  | Libero Incontro                     | 301    | 0,67  | -     |
|                                                         | Gabriele Venezi                            | 278                         | 0,57  | Forza Nuova                         | 242    | 0,54  | -     |
| Totale                                                  | Totale                                     | 48.724                      |       |                                     | 44.741 |       | 40    |

Ballottaggio
| Candidati | Candidati                | Voti   | %     |
| --------- | ------------------------ | ------ | ----- |
|           | Mauro Favilla ✔️ Sindaco | 24.408 | 52,47 |
|           | Andrea Tagliasacchi      | 22.112 | 47,53 |
| Totale    | Totale                   | 46.520 | 100   |

## Massa-Carrara

### Carrara
| Candidati                               | Candidati                   | Voti                        | %     | Liste                          | Voti   | %     | Seggi |
| --------------------------------------- | --------------------------- | --------------------------- | ----- | ------------------------------ | ------ | ----- | ----- |
|                                         | Angelo Andrea Zubbani       | 20.403                      | 54,17 | L'Ulivo                        | 9.169  | 26,89 | 10    |
| Socialisti Uniti                        | Angelo Andrea Zubbani       | 20.403                      | 54,17 | 4.082                          | 11,97  | 4     |       |
| Rifondazione Comunista                  | Angelo Andrea Zubbani       | 20.403                      | 54,17 | 2.296                          | 6,73   | 2     |       |
| Carrara Vive                            | Angelo Andrea Zubbani       | 20.403                      | 54,17 | 1.826                          | 5,35   | 2     |       |
| I Repubblicani per Carrara              | Angelo Andrea Zubbani       | 20.403                      | 54,17 | 1.574                          | 4,62   | 1     |       |
| Comunisti Italiani                      | Angelo Andrea Zubbani       | 20.403                      | 54,17 | 965                            | 2,83   | 1     |       |
| Italia dei Valori                       | Angelo Andrea Zubbani       | 20.403                      | 54,17 | 530                            | 1,55   | -     |       |
| Federazione dei Verdi                   | Angelo Andrea Zubbani       | 20.403                      | 54,17 | 391                            | 1,15   | -     |       |
| UDEUR-Democrazia Cristiana              | Angelo Andrea Zubbani       | 20.403                      | 54,17 | 228                            | 0,67   | -     |       |
| Partito Socialista Democratico Italiano | Angelo Andrea Zubbani       | 20.403                      | 54,17 | 208                            | 0,67   | -     |       |
|                                         | Simone Caffaz               | 13.410                      | 35,60 | Forza Italia                   | 5.564  | 16,32 | 6     |
| Alleanza Nazionale                      | Simone Caffaz               | 13.410                      | 35,60 | 2.595                          | 7,61   | 2     |       |
| Carrara Libera                          | Simone Caffaz               | 13.410                      | 35,60 | 699                            | 2,05   | -     |       |
| Unione di Centro                        | Simone Caffaz               | 13.410                      | 35,60 | 538                            | 1,58   | -     |       |
| Lorenzoni per Carrara                   | Simone Caffaz               | 13.410                      | 35,60 | 429                            | 2,57   | -     |       |
| Alleanza Carrarina                      | Simone Caffaz               | 13.410                      | 35,60 | 337                            | 0,99   | -     |       |
| Lega Nord                               | Simone Caffaz               | 13.410                      | 35,60 | 139                            | 0,41   | -     |       |
| Seggio al candidato sindaco             | Seggio al candidato sindaco | Seggio al candidato sindaco | 35,60 | 1                              |        |       |       |
|                                         | Maria Mattei                | 2.451                       | 6,51  | Rinascita Maria Mattei Sindaco | 1.453  | 4,26  | 1     |
|                                         | Piero Benedetti             | 972                         | 2,58  | Carrara Unita                  | 940    | 2,76  | -     |
|                                         | Marco Lenzoni               | 430                         | 1,14  | Lista Comunista                | 138    | 0,40  | -     |
| Totale                                  | Totale                      | 37.666                      | 100   |                                | 34.101 | 100   | 30    |

## Pistoia

### Pistoia
| Candidati                                    | Candidati                                  | Voti                        | %     | Liste                                         | Voti   | %     | Seggi |
| -------------------------------------------- | ------------------------------------------ | --------------------------- | ----- | --------------------------------------------- | ------ | ----- | ----- |
|                                              | Renzo Berti Accede al ballottaggio         | 23.620                      | 48,08 | L'Ulivo                                       | 13.951 | 31,35 | 16    |
| Partito dei Comunisti Italiani               | Renzo Berti Accede al ballottaggio         | 23.620                      | 48,08 | 4.197                                         | 9,43   | 4     |       |
| Laici Riformisti - Unità Socialista          | Renzo Berti Accede al ballottaggio         | 23.620                      | 48,08 | 2.125                                         | 4,78   | 2     |       |
| Partito della Rifondazione Comunista         | Renzo Berti Accede al ballottaggio         | 23.620                      | 48,08 | 2.111                                         | 4,74   | 2     |       |
| Italia dei Valori                            | Renzo Berti Accede al ballottaggio         | 23.620                      | 48,08 | 650                                           | 1,46   | -     |       |
| Popolari UDEUR                               | Renzo Berti Accede al ballottaggio         | 23.620                      | 48,08 | 257                                           | 0,58   | -     |       |
| Pensionati per l'Europa                      | Renzo Berti Accede al ballottaggio         | 23.620                      | 48,08 | 134                                           | 0,30   | -     |       |
|                                              | Alessandro Capecchi Accede al ballottaggio | 17.787                      | 36,21 | Forza Italia                                  | 7.795  | 17,52 | 6     |
| Alleanza Nazionale                           | Alessandro Capecchi Accede al ballottaggio | 17.787                      | 36,21 | 6.190                                         | 13,91  | 5     |       |
| Unione dei Democratici Cristiani e di Centro | Alessandro Capecchi Accede al ballottaggio | 17.787                      | 36,21 | 1.800                                         | 4,05   | 1     |       |
| Democrazia Cristiana per le Autonomie        | Alessandro Capecchi Accede al ballottaggio | 17.787                      | 36,21 | 179                                           | 0,40   | -     |       |
| Seggio al candidato sindaco                  | Seggio al candidato sindaco                | Seggio al candidato sindaco | 36,21 | 1                                             |        |       |       |
|                                              | Giovanni Capecchi                          | 6.552                       | 13,34 | Federazione dei Verdi - Arcobaleno su Pistoia | 3.468  | 7,79  | 2     |
| Progetto Comune                              | Giovanni Capecchi                          | 6.552                       | 13,34 | 585                                           | 1,31   | -     |       |
| Seggio al candidato sindaco                  | Seggio al candidato sindaco                | Seggio al candidato sindaco | 13,34 | 1                                             |        |       |       |
|                                              | Paolo Bonacchi                             | 543                         | 1,11  | Lega Nord (A)                                 | 501    | 1,13  | -     |
|                                              | Luca Cipriani                              | 430                         | 0,88  | Unione dei Cittadini                          | 407    | 0,91  | -     |
|                                              | Sabrina Paoli                              | 193                         | 0,39  | Partito Umanista                              | 145    | 0,33  | -     |
| Totale                                       | Totale                                     | 49.125                      |       |                                               | 44.495 |       | 40    |

- La lista contrassegnata con la lettera A è apparentata al secondo turno con il candidato sindaco Alessandro Capecchi.

Ballottaggio
| Candidati | Candidati              | Voti   | %     |
| --------- | ---------------------- | ------ | ----- |
|           | Renzo Berti ✔️ Sindaco | 23.590 | 53,33 |
|           | Alessandro Capecchi    | 20.646 | 46,67 |
| Totale    | Totale                 | 44.236 | 100   |

### Quarrata
| Candidati                             | Candidati                   | Voti                        | %     | Liste            | Voti   | %     | Seggi |
| ------------------------------------- | --------------------------- | --------------------------- | ----- | ---------------- | ------ | ----- | ----- |
|                                       | Sabrina Sergio Gori         | 5.721                       | 43,34 | L'Ulivo          | 4.373  | 35,59 | 11    |
| Partito della Rifondazione Comunista  | Sabrina Sergio Gori         | 5.721                       | 43,34 | 436              | 3,55   | 1     |       |
| Unità Socialista Laici Riformisti     | Sabrina Sergio Gori         | 5.721                       | 43,34 | 375              | 3,05   | -     |       |
| Comunisti Italiani                    | Sabrina Sergio Gori         | 5.721                       | 43,34 | 258              | 2,10   | -     |       |
| Italia dei Valori                     | Sabrina Sergio Gori         | 5.721                       | 43,34 | 98               | 0,80   | -     |       |
|                                       | Mario Niccolai              | 4.245                       | 32,16 | Forza Italia     | 2.119  | 17,25 | 2     |
| Alleanza Nazionale                    | Mario Niccolai              | 4.245                       | 32,16 | 1.609            | 13,10  | 2     |       |
| Lega Nord                             | Mario Niccolai              | 4.245                       | 32,16 | 169              | 1,38   | -     |       |
| Democrazia Cristiana per le Autonomie | Mario Niccolai              | 4.245                       | 32,16 | 164              | 1,33   | -     |       |
| Seggio al candidato sindaco           | Seggio al candidato sindaco | Seggio al candidato sindaco | 32,16 | 1                |        |       |       |
|                                       | Alessandro Cialdi           | 1.836                       | 13,91 | Unione di Centro | 1.208  | 9,83  | 1     |
| Un'Altra Quarrata                     | Alessandro Cialdi           | 1.836                       | 13,91 | 322              | 3,62   | -     |       |
| Seggio al candidato sindaco           | Seggio al candidato sindaco | Seggio al candidato sindaco | 13,91 | 1                |        |       |       |
|                                       | Andrea Bagattini            | 1.399                       | 10,60 | Città per Te     | 1.156  | 9,41  | 1     |
| Totale                                | Totale                      | 13.201                      | 100   |                  | 12.287 | 100   | 20    |